# Æon Flux
Pour les articles homonymes, voir Aeon et Æon Flux (film).
Æon Flux est une série télévisée d’animation américaine en 16 épisodes, créée par Peter Chung et diffusée entre le 1er septembre 1991 et le 10 octobre 1995 sur MTV. 

## Synopsis
L'univers d'Aeon Flux (le prénom et le nom de l'héroïne) est un univers cyberpunk futuriste. Il est situé en l'an 3012, après une guerre nucléaire mondiale qui a effacé 99% de la population humaine. Dans deux villes à l'architecture absurde et horrifiante (Monica et Bregna), et constamment en guerre. Le peuple y est gardé drogué et subi des manipulations contrôlées et surtout génétiques qui vont de plus en plus loin.
L'intrigue de la série se déroule dans une ville forteresse située dans les ruines de ce qui était autrefois Los Angeles, dans un État néo-féodal connu sous le nom de République de Bregna. Aeon Flux est un espion de Bregna infiltrant la ville de Monica et luttant contre Trevor Goodchild, le dirigeant de Bregna.

## Fiche technique
- Réalisation et animation : Peter Chung
- Producteur : Catherine Winder
- Musique : Drew Neumann
- Producteurs exécutif : Japhet Asher et Abby Terkuhle
- Producteurs : John Andrews
- Couleurs : Tim Brock
- Storyboard : Mike Jackson, Travis Cowsill
- Effets sonores : Matt Thorne, Russel Brow

## Voix originales
- Denise Poirier : Æon Flux
- John Rafter Lee : Trevor Goodchild
- Andrea Carvajal : Una
- Steffan Chirazi : Bambara

## Épisodes

### Première saison (1991)
1. Pilote (Pilot) écrit et dirigé par Peter Chung. Musique et effets sonores par Drew Neumann. Durée : 11′54″
2. Gravité (Gravity) idem. Durée : 3′06″
3. Miroir (Mirror) idem. Durée : 3′56″
4. Loisirs (Leisure) idem. Durée : 2′55″
5. Marée (Tide) idem. Durée : 4′11″
6. Guerre (War) écrit par Peter Chung, dirigé par J. Garrett Sheldrew et P. Chung. Musique idem. Durée : 5′12″

### Deuxième saison (1995)
1. Utopie ou Deutéranopie ? (Utopia or Deuteranopia?)  écrit par Japhet Asher, Peter Gaffney, Mark Mars et Shari Goodhartz.   Réalisation : Peter Chung, post-synchro Jack Fletcher  Producteur exécutif : Japhet Asher.   Diffusion le 08/08/1995.   Durée : 21′32″   – Trevor Goodshild vient de s’emparer du pouvoir. L’ancien chef, Clavius, a disparu en des circonstances mystérieuses. Æon s’en mêle.
2. La Chambre secrète (Isthmus Crypticus)  Réalisation : Howard Baker  Producteur exécutif : Japhet Asher.   Diffusion le 15/08/1995.   Durée : 20′49″   – La dernière obsession de Trevor Goodchild est une femme sublime qu’il retient enfermée, au loin, dans une chambre secrète. Æon va tenter de déjouer les plans de Trevor.
3. Thanatophobie (Thanatophobia)  écrit par Mark Mars, dirigé par Peter Chung.   Diffusion le 22/08/1995.   Durée : 22′40″   – Æon et Trevor se battent pour une question d’éthique concernant le sort d’un couple d’amoureux séparés par la frontière lourdement armée entre Bregna et Monica.
4. Une dernière fois pour toutes (A Last Time for Everything) écrit par Mark Mars  Réalisé par Peter Chung  Producteur exécutif Japhet Asher, montage Peter Gaffney.   Diffusion le 29/08/1995.   Durée : 21’38”   – En clonant Æon, Trevor découvre que la ressemblance ne s’arrête pas seulement à son physique.
5. Le Démiurge (The Demiurge)  écrit par Steve DeJarnatt, Peter Chung, Michael Ferris, John Brancato.   Réalisation Howard E. Baker.   Diffusion le 05/09/1995.   Durée : 22′02″   – Æon et les résistants de Monica ont capturé le démiurge, une puissante créature divine. Ils tentent de l’envoyer dans l’espace pour débarrasser la planète de son influence. Les Bréens de Trevor se battent pour empêcher le lancement.
6. Réeffacement (Reraizure)  écrit par Japhet Asher.   Réalisation Howard E. Baker.   Diffusion le 12/09/1995.   Durée : 21′31″   – Æon doit annuler les effets d’une mission réussie quand elle découvre qu’une victime innocente en fait les frais.
7. Chronophase (Chronophasia)  écrit par Peter Gaffney.   Réalisation Howard E. Baker.   Diffusion le 19/09/1995.   Durée : 20′41″   – La  menace d’une ancienne et mystérieuse force du mal surpasse la lutte entre Æon et Trevor.
8. Hypothèse de la devise éthérée (Ether Drift Theory)  écrit par Todd French  Réalisation Robert Valley, Peter Chung.   Diffusion le 26/09/1995.   Durée : 20′27″   – Les expériences de vie artificielle menées par Trevor sont gardées dans un écosystème nommé l’Habitat. Un océan de liquide paralysant le protège des intrus.
9. La Purge (The Purge) écrit par Eric Singer Réalisation Peter Chung  Montage Peter Gaffney.   Diffusion le 03/10/1995.   Durée : 21′13″   – Æon, à la poursuite de Bambara, une brute criminelle abjecte, craint d'avoir été « contaminée » par un programme de modification du comportement mis au point par Trevor.
10. Sinistre Fin (End Sinister)  écrit par Japhet Asher.   Réalisation : Howard E. Baker.   Diffusion le 10/10/1995.   Durée : 20′31″   – Æon chasse Trevor dans le futur, mais ils se retrouvent des milliers d'années plus tard, seuls survivants.

## Produits dérivés

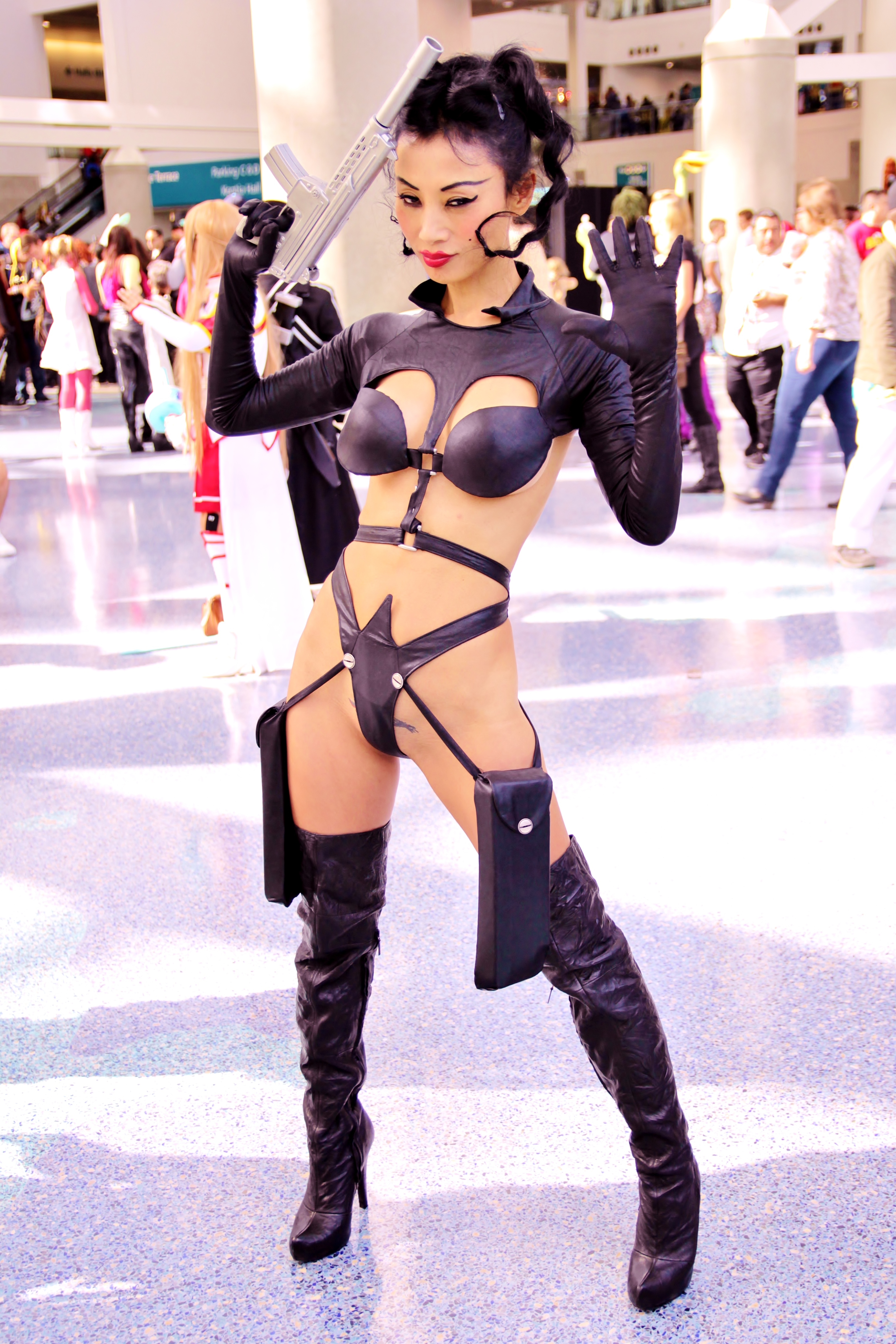
Cosplay dÆon Flux.

### Film
En 2005, la série a été adaptée au cinéma par Karyn Kusama.

### Bande dessinée
La série est éditée par Dark Horse Comics en 2005.

### Jeu vidéo
Un premier projet d'adaptation de la série en jeu vidéo est commandé par Viacom New Media au studio français Cryo Interactive, mais finalement annulé au dernier moment. Cryo, après avoir modifié l'univers et les personnages pour ôter du jeu les éléments copyrightés de l'univers de la série, édite tout de même le jeu sous un autre titre, Pax Corpus, en 1997.
La première adaptation de la série en jeu vidéo à voir le jour est  Æon Flux édité par Majesco Entertainment sur les consoles PlayStation 2 et Xbox en 2005.